# Линник Михайло Никифорович
Михайло Никифорович Линник (25 жовтня 1916 — 21 грудня 2007) — Герой Радянського Союзу (1945).

## Життєпис
Народився 25 жовтня 1916 року Одесі у родині робітників. Українець. Дитячі роки пройшли в селі Макариха, тут закінчив і школу. В 1938 році закінчив Шамівський (Знам'янський) сільськогосподарський технікум. Працював дільничним агрономом радгоспу «красний партизан» в станиці Якимівка у Донецькій області.
З 1938 року у РСЧА. З червня 1941 року у діючій армії на фронтах німецько-радянської війни.
Командир роти 350-го стрілецького полку (96-а стрілецька дивізія 48-ї армії 1-го Білоруського фронту) капітан Линник 4 вересня 1944 року форсував річку Нарву в районі міста Ружан (Польща). У бою за плацдарм замінив вибулого зі строю командира батальйону, відстоявши ділянку шосе.
28 жовтня 1944 капітан Линник дістав поранення, але продовжував керувати боєм.
Тривалий час Михайло Никифорович лікувався в госпіталі. З 1946 року вийшов у запас.
Жив у Знам'янці. До 1957 року працював в апараті міського комітету праці.

## Звання та нагороди
24 березня 1945 року Михайлу Никифоровичу Линнику присвоєно звання Героя Радянського Союзу. Міська Рада Знам'янки також присвоїла Михайлу Линнику звання Почесного громадянина Знам'янки.
Також нагороджений:
- орденом Леніна
- орденом Червоного Прапора
- орденом Олександра Невського
- орденом Вітчизняної війни 1 ступеня
- медалями